# アナトリー・バニシェフスキー
アナトリー・アンドレイェヴィッチ・バニシェフスキー(Anatoliy Andreyevich Banishevskiy, アゼルバイジャン語: Anatoli Andreyeviç Banişevski, ロシア語: Анатолий Андреевич Банишевский, 1946年2月23日 - 1997年12月10日)はアゼルバイジャン・バクー出身のサッカー選手。元ソビエト連邦代表である。ポジションはフォワード。

## 経歴
ソビエト連邦代表で51試合に出場し、19得点を挙げた。1966年のイングランドW杯に出場して4位になった。1968年と1972年のUEFA欧州選手権に出場し、1968年大会は4位、1972年大会は準優勝した。
クラブはソビエト連邦サッカーリーグに属するネフチ・バクーに在籍し、136得点を挙げた。1966年、1967年、1978年の3度、アゼルバイジャン・プレーヤー・オブ・ザ・イヤーに選出された。2003年、UEFAジュビリーアウォーズに選出された。